# Mukhiguda
Mukhiguda é uma vila no distrito de Kalahandi, no estado indiano de Orissa.

## Demografia
Segundo o censo de 2001, Mukhiguda tinha uma população de 6859 habitantes. Os indivíduos do sexo masculino constituem 54% da população e os do sexo feminino 46%. Mukhiguda tem uma taxa de literacia de 74%, superior à média nacional de 59.5%: a literacia no sexo masculino é de 83% e no sexo feminino é de 64%. Em Mukhiguda, 13% da população está abaixo dos 6 anos de idade.